# Celeste (Texas)
Pour les articles homonymes, voir Céleste.
La ville américaine de Celeste est située dans le comté de Hunt, dans l’État du Texas. Lors du recensement de 2010, elle comptait 814 habitants.

## Source
- (en) Cet article est partiellement ou en totalité issu de l’article de Wikipédia en anglais intitulé « Celeste, Texas » (voir la liste des auteurs).